# Kiikla
Kiikla es una localidad situada en el municipio de Alutaguse, en el condado de Ida-Viru, Estonia. Según el censo de 2021, tiene una población de 218 habitantes.
Está ubicada al sureste del condado, cerca de la costa septentrional del lago Peipus.